# Аврора (певица)
Аврора Акснес (норв. Aurora Aksnes; род. 15 июня 1996, Ставангер, Ругаланн), известная как AURORA — норвежская певица, композитор и музыкальный продюсер.
Дебютный EP Авроры Running with the Wolves вышел на Decca Records в 2015 году. В том же году певица выступила на Нобелевском концерте. Первый полноформатный студийный альбом All My Demons Greeting Me as a Friend вышел в 2016 году и поднялся до первого места норвежского хит-парада VG-lista.

## Биография
Аврора Акснес родилась 15 июня 1996 года в Ставангере, Норвегия. Её старшие сестры — визажистка Миранда и модельер Виктория, которые создают большую часть костюмов Авроры. Первые годы Аврора провела в Хёле, где развивались её любовь к природе, пению и традиционной одежде, такой как длинные юбки и шляпы. Позже её семья переехала в коммуну Ус, недалеко от Бергена (Хордаланд). Аврора описала это место так: «Здесь почти нет машин, дороги узкие и ухабистые, повсюду много деревьев, очень тихо и плохой интернет». Она также сравнила его с вымышленной землей Нарнии. Сёстры беспокоились о том, что она не впишется в школьный коллектив из-за характера и «странной» одежды.
Аврора начала сочинять музыку в шесть лет, а тексты — в девять. Её первая оригинальная композиция называлась «I Had A Dream». В это же время она написала песни «Running with the Wolves» и «I Went Too Far», а «Runaway» была написана в возрасте 12 лет.

## Личная жизнь
В настоящее время Аврора живёт в Бергене, но регулярно ездит в свой родной город Ос, чтобы навестить родителей. Свободно владеет английским и норвежским языками, последний является её родным.
В раннем возрасте пережила потерю нескольких близких людей. Когда в канун Рождества умер близкий друг её семьи, 11-летняя Аврора стала свидетелем того, как на похоронах собравшиеся были сильно подавлены, из-за чего у неё развилось заикание, которое заставило её изучать язык жестов. Когда подруга из её класса языка жестов погибла в автокатастрофе в 2014 году, Аврора исполнила ещё не вышедшую песню под названием «Why Did You Go a Place?» на её похоронах. Один её друг из Ос совершил самоубийство, а другой друг, с которым у Авроры были отношения, погиб в 2011 году во время бойни на Утойе в возрасте 17 лет. Аврора написала песню «Little Boy In The Grass» в память о нём и других жертвах резни.
Причисляет себя к интровертам, бисексуальна. Ранее причисляла себя к сообществу без ярлыков. В 2018 году, отвечая на вопрос The Independent о своей сексуальности, она заявила: «Мне просто нравится наслаждаться тем, что есть, и я люблю исследовать. Просто любите всё вокруг и любите себя».
В детстве у неё были домашние кошки, а в более зрелом возрасте у неё был шар из водорослей эгагропила Линнея, который она назвала «Игорь Септимус» подаренный ей поклонниками из Швейцарии. По её словам, это был один из её «лучших друзей», она ставила его на холодильник. Спустя годы Аврора узнала, что шар умер. Она также говорила о коллекционировании насекомых, включая мотыльков. Одного из них она назвала «Nightcrawler». В ноябре 2021 года Аврора стала тётей: родился первый ребёнок её сестры.

## Карьера

### 2012—2016:All My Demons Greeting Me as a Friend
Первая песня Авроры Puppet была выпущена в декабре 2012 года, вслед за ней в мае 2013 года выходит Awakening. Затем она подписывает контракт с лейблами Decca Records и Glassnote Records. В ноябре 2014 и феврале 2015 выходят песни под названием Under stars и Runaway. Running with the Wolves была выпущена в апреле 2015 года.
Аврора выступает на летних фестивалях таких как Way Out West, Wilderness и Green Man Festival. Затем в сентябре 2015 года она выпускает ещё одну песню под названием Murder Song (5, 4, 3, 2, 1), которая получает поддержку со стороны прессы и радио, а также со стороны популярных музыкальных блогов. Ещё в 2015 она выступает на Нобелевском концерте. Аврора записывает кавер-версию композиции Half the World Away группы Oasis для новогоднего поздравления бренда John Lewis & Partners. Первый после Half the World Away сингл Conqueror выходит в январе 2016 года, а клип на него в следующем месяце.
В конце концов её дебютный альбом All My Demons Greeting Me as a Friend вышел 11 марта 2016 года. Альбом был хорошо встречен критиками. После его релиза Аврора отправляется в тур по Европе. Она участвует в записи песни Home британской группы Icarus, а также записывает кавер-версию Life on Mars Дэвида Боуи.
14 марта Аврора впервые появляется на американском телевидении в программе Джимми Фэлона, исполняя Conqueror. Также 25 и 26 июля она появляется в программах The Howard Stern Show и The Late Show with Stephen Colbert.

### 2016—2019:Infections of a Different Kind
Когда All My Demons Greeting Me as a Friend дебютировали, Аврора сказала, что это был «первый альбом из многих». 12 мая 2016 года, вернувшись из европейского турне, певица объявила, что готова приступить к написанию и продюсированию большего количества материала, который сформирует её второй студийный альбом. С момента анонса Aurora выпустила сингл I Went Too Far. Музыкальный клип на трек был выпущен 4 июля 2016 года.
16 апреля 2018 года вышел сингл Queendom (песня стала заглавной в вышедшем позже альбоме), а 17 августа вышел сингл Forgotten Love.
28 сентября 2018 года певица выпустила цифровой альбом Infections Of A Different Kind — Step 1. В июне 2019 года вторую часть, A Different Kind Of Human — Step 2.
12 апреля 2019 года Аврора написала три песни для девятого альбома The Chemical Brothers No Geography.
4 ноября 2019 года был выпущен саундтрек к мультфильму Холодное сердце 2 в котором Аврора исполнила бэк-вокал на песню Into the Unknown. 9 февраля 2020 года она исполнила эту песню на 92-й церемонии премии «Оскар». Она выпустила свою сольную версию этой песни 3 марта 2020 года.

### 2020—настоящее время
В мае 2020 года Аврора выпустила песню Exist For Love, которая была представлена как её первая песня о любви в музыкальном клипе, снятом самостоятельно. Песня была создана во время пандемии COVID-19 в сотрудничестве с Изобель Уоллер-Бридж, которая сочинила струнные аранжировки. Это был первый проблеск того, что она описала как «новую эру» в своей карьере, с предстоящим выпуском нового альбома. В феврале 2021 года Аврора выпустила сингл Cure for me, который будет включен в предстоящий альбом.

## Артистическое творчество

### Влияния
Дома у неё не было доступа к радио или музыкальным каналам на телевидении; по её признанию, в начале своей певческой карьеры она слушала очень мало исполнителей. В качестве основных влияний она называла Эния, Bob Dylan, Leonard Cohen, the Beatles, Джонни Кэш, Underworld, Oasis, Björk, Kate Bush, The Chemical Brothers и Энн Брюн. Она сказала, что первым альбомом, который она купила, был «Blonde on Blonde» Дилана. Она также говорила о хэви-метале как о главном источнике вдохновения для неё с юных лет, называя французскую группу Gojira своей «любимой группой», она посетила два их концерта. Впервые послушала одну из их песен, когда ей было около 11 лет, и описала её как «такую жёсткую, напряжённую и мрачную, и это было похоже на взрыв». Также слушала группы Mastodon, System of a Down, Tool, Metallica, Refused и Slayer. В интервью BBC Radio 2 заявила, в частности, что очень любит многие скандинавские хэви-метал группы, а также Дэвида Боуи. Любовь к хэви-металу вдохновила её на создание компиляции EP «For the Metal People», куда вошли несколько её песен, написанных под влиянием этого жанра. Аврора восхищалась рок-музыкантом Игги Попом, сказав, что встретив его на фестивале в Бельгии, она была «так счастлива, что чуть не описалась». Она и фронтмен скандинавской фолк-группы Wardruna восхищались творчеством друг друга и несколько раз исполняли вместе песню «Helvegen».

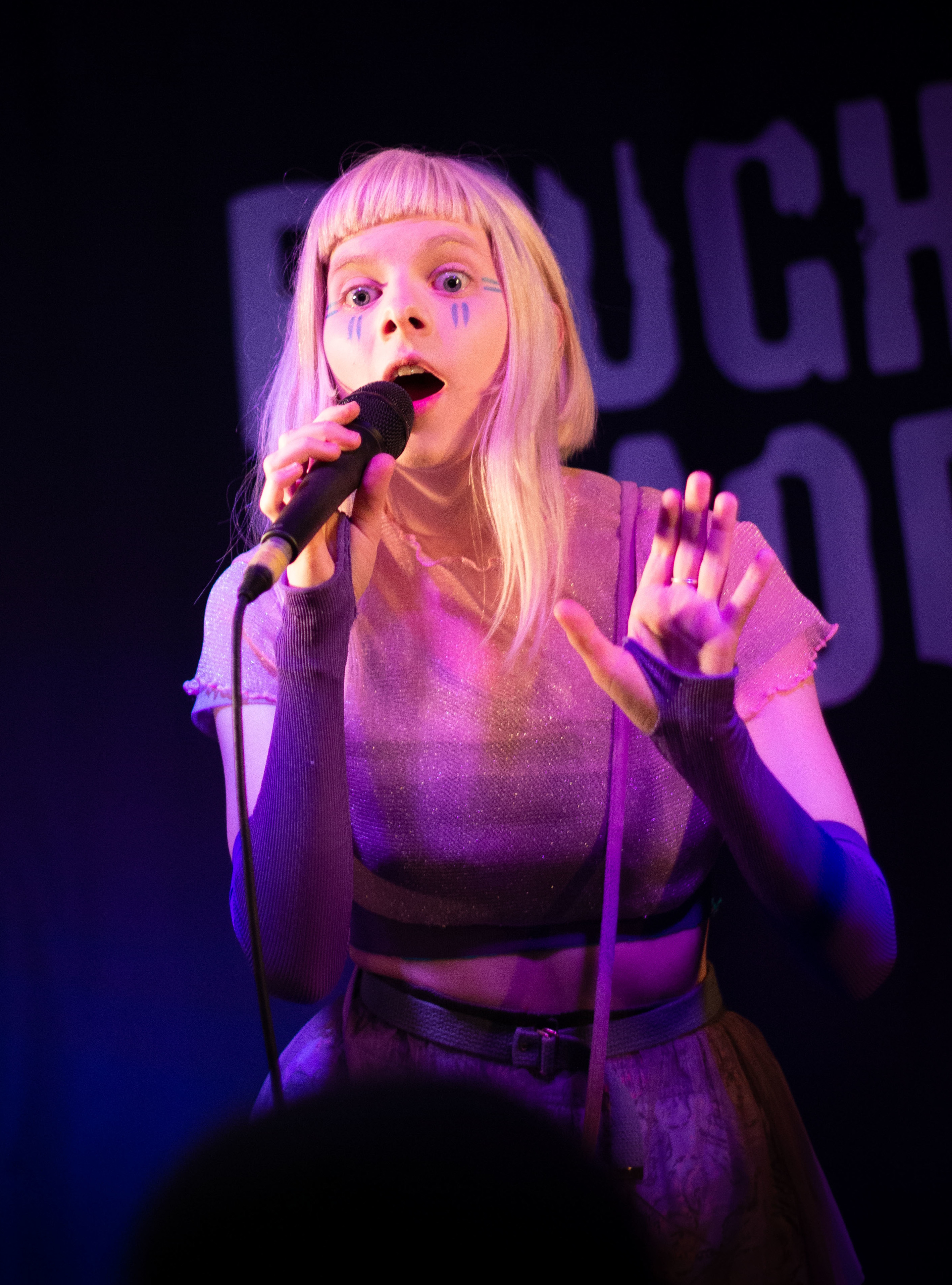
Аврора во время частной презентации в Rough Trade East в Лондоне (июнь 2019)

Аврора исполняла каверы некоторых песен, повлиявших на её творчество, среди которых «Mr. Tambourine Man», «Famous Blue Raincoat», «Life on Mars», «Across the Universe», и «Make You Feel My Love». Аврора заявила, что ей не нравится слушать музыку, которую она назвала «шумом» или «помехой», добавив, что «музыка постоянно звучит у меня в голове». Она заявила, что у неё нет потоковых платформ, таких как iTunes и Spotify, но есть «несколько пластинок и компакт-дисков дома». По её словам, любит слушать музыку некоторых своих знаменитостей только во время путешествий.

### Музыкальный стиль и идеи
В профиле Авроры на сайте Glassnote Records приводится её высказывание:
Я не хочу писать грустные песни только для того, чтобы заставить людей грустить, поскольку это приведет к появлению множества депрессивных фанатов. Это совсем не моя цель. Но я хочу, чтобы люди знали, что плакать или думать о чём-то грустном какое-то время не опасно. Проще думать об этом через песню, которая может быть прекрасной и в то же время грустной. Это как принимать лекарство с чайной ложкой сахара. Важно иметь хоть какую-то надежду.
Аврора обладательница сопрано. Для характеристики её голоса часто используется слово «неземной», а многократное использование вокализов (таких как «ah», «oh» и «la») также отмечается как нечто характерное в её музыке. Аврора пишет свои песни на английском языке. На своем родном языке она исполняет такие песни, как «Stjernestøv», «Vinterens Gåte» и «Det Hev Ei Rosa Sprunge». Начиная с альбома Infections of a Different Kind (Step 1), начала включать тексты на «эмоциональном языке», который придумала, чтобы изменить энергию и смысл своего выступления. В основном она играет на фортепиано, но также умеет играть на других инструментах: укулеле, гитара и арфа. Иногда она участвует в игре на ударных инструментах и других вопросах, связанных с созданием своих песен.

## Благотворительность
Аврора участвует в нескольких международных благотворительных акциях. В октябре 2020 года исполнила песню «Warrior» для волонтеров движения «'Clean Sounds' Movement» и призвала своих коллег-певиц Билли Айлиш и Сигрид сделать то же самое. Она также приняла участие в нескольких музыкальных онлайн-фестивалях, таких как Vi er Live (в знак протеста против расизма и убийства Джорджа Флойда), SOS Rainforest (в поддержку коренных общин и джунглей Африки, Азии и Южной Америки) и Exist For Love Sessions (для продвижения различных начинающих артистов). В ноябре 2021 года Аврора стала хедлайнером некоммерческого благотворительного мероприятия во время COP26, чтобы пожертвовать средства для благотворительной организации Брайана Ино «EarthPercent».

## Дискография

### Студийные альбомы
- All My Demons Greeting Me as a Friend (2016)
- Infections of a Different Kind (Step 1) (2018)
- A Different Kind Of Human (Step 2) (2019)
- The Gods We Can Touch (2022)
- What Happened to the Heart? (2024)

## Гастроли
- Running with the Wolves Tour (2015)
- All My Demons Tour (2016)
- Infections of a Different Kind Tour (2018)
- A Different Kind of Human Tour (2019)
- The Gods We Can Touch Tour (2022—2023)
- What Happened to the Earth (2024—2025)

## Фильмография

### Короткометражные фильмы
- Into the Light (2015)
- Nothing Is Eternal (2016)
- Artisti: Aurora (En gang Aurora, 2018)

### Анимационные фильмы
- Холодное сердце 2 (2019)
- Легенда о волках (2020, в мультфильме использована песня Running with the wolves)

| Год  | Название                               | Роль       | Примечания                                               |
| ---- | -------------------------------------- | ---------- | -------------------------------------------------------- |
| 2016 | The Tonight Show Starring Jimmy Fallon | Камео      | Исполнение песни «Conqueror»                             |
| 2016 | Conan                                  | Камео      | Исполнение песни «Conqueror»                             |
| 2016 | The Howard Stern Show                  | Камео      | Исполнение песни «Life on Mars»                          |
| 2016 | The Late Show with Stephen Colbert     | Камео      | Исполнение песни «I Went Too Far»                        |
| 2017 | Creeped Out                            | Голос      | Голос в трейлере первой серии                            |
| 2018 | Deus Salve o Rei                       | —          | Аврора исполняет вступительную песню «Scarborough fair». |
| 2018 | En gang Aurora                         | Саму себя  | Документальный фильм                                     |
| 2020 | 92nd Academy Awards                    | Саму себя  | Исполнение песни «Into the Unknown» с Идиной Мензел      |
| 2020 | Stjernestøv                            | композитор |                                                          |

## Награды и номинации
AURORA получила премию Spellemann Award 2015 как «Новичок года», а Running With The Wolves номинирована на «Песню года». В следующем году она получила награду как «Солистка года» и «Видео года» за фильм I Went Too Far. В 2018 году Queendom был номинирован на премию «Видео года».
| Год  | Организация                              | Награда                                          | Работа                                | Результат |
| ---- | ---------------------------------------- | ------------------------------------------------ | ------------------------------------- | --------- |
| 2015 | EBBA Awards '16 by Eurosonic Noorderslag | Альбом года: Норвегия                            | Running with the Wolves               | Победа    |
| 2015 | EBBA Awards '16 by Eurosonic Noorderslag | Приз общественного выбора                        | AURORA                                | Номинация |
| 2016 | Spellemannprisen '15                     | Årets Nykommer (Новичок года)                    | AURORA                                | Победа    |
| 2016 | Spellemannprisen '15                     | Стипендия Gramo                                  | AURORA                                | Победа    |
| 2016 | MTV Europe Music Awards                  | Лучший норвежский акт                            | AURORA                                | Номинация |
| 2016 | GAFFA-Prisen                             | Årets Norske Album                               | All My Demons Greeting Me as a Friend | Победа    |
| 2017 | Spellemannprisen '16                     | Popsolist (Поп-исполнитель)                      | All My Demons Greeting Me as a Friend | Победа    |
| 2017 | Spellemannprisen '16                     | Årets Album                                      | All My Demons Greeting Me as a Friend | Номинация |
| 2017 | Spellemannprisen '16                     | Årets Musikkvideo (Музыкальное видео года)       | I Went Too Far                        | Победа    |
| 2017 | Guild of Music Supervisors Awards        | Лучшая песня / запись, созданная для телевидения | Life on Mars (Girls: Episode 505)     | Номинация |
| 2018 | Spellemannprisen '17                     | Музыкальное видео года                           | Queendom                              | Номинация |
| 2020 | Spellemannprisen '19                     | Årets Internasjonale Suksess                     | AURORA                                | Номинация |

- 8 апреля 2014 г: Стипендия в размере 50 000 крон от Festivalen от Larm’s Forbildepriser («Премия за ролевую модель»).[76]